# Cezar Vives
Cezar Vives est un joueur international néerlandais de rink hockey. Il évolue, en 2015, au sein du Igualada HC.

## Palmarès
En 2015, il participe au championnat du monde de rink hockey en France.